# Achiel Vandenabeele
Achilles Frans (Achiel) Vandenabeele (Oostende, 20 oktober 1922 - 23 februari 2018) was een Belgisch senator.

## Levensloop
Vandenabeele werd boekhouder van de ACV-afdeling van Oostende en verbondssecretaris van het ACW. Via het ACW verzeilde hij in de CVP en werd voor deze partij van 1977 tot 1982 gemeenteraadslid van Oostende. 
Hij zetelde van 1974 tot 1985 ook in de Belgische Senaat als provinciaal senator voor de provincie West-Vlaanderen. Van 1981 tot 1985 was hij in de Senaat de voorzitter van de commissie Ontwikkelingssamenwerking. 
In de periode april 1974-oktober 1980 zetelde hij als gevolg van het toen bestaande dubbelmandaat ook in de Cultuurraad voor de Nederlandse Cultuurgemeenschap, die op 7 december 1971 werd geïnstalleerd. Vanaf 21 oktober 1980 tot november 1981 was hij tevens korte tijd lid van de Vlaamse Raad, de opvolger van de Cultuurraad en de voorloper van het huidige Vlaams Parlement.